# Stalowe mydło

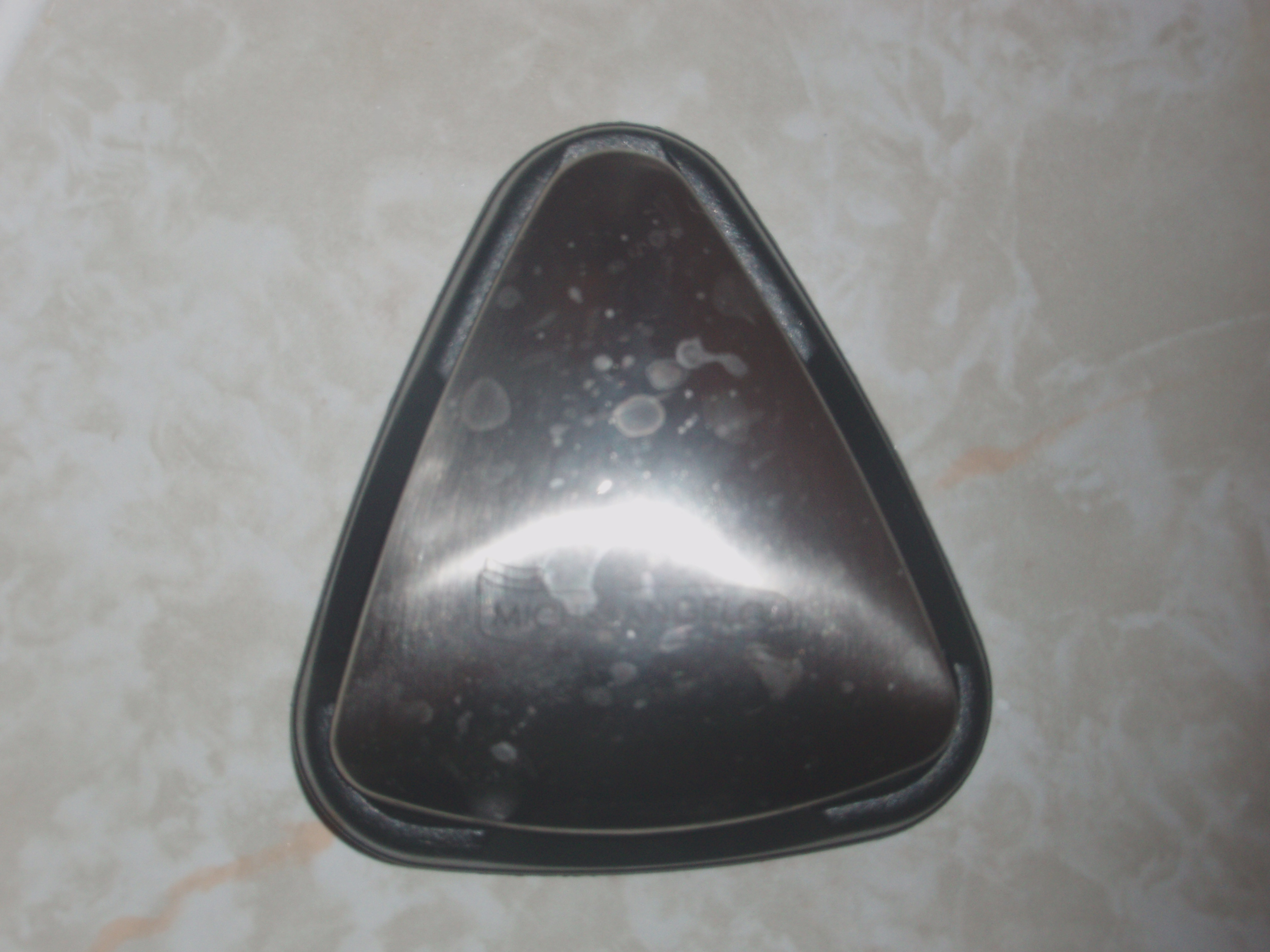
Stalowe mydło

Stalowe mydło – kawałek stali nierdzewnej, najczęściej uformowany na kształt kostki mydła. Jego zadaniem jest neutralizacja silnych zapachów z rąk, powstałych przy obieraniu i krojeniu cebuli, czosnku lub ryb. Kształt kostki mydła pełni jedynie funkcje ergonomiczne i dekoracyjne. W rzeczywistości każdy kawałek stali nierdzewnej (na przykład łyżka) z powodzeniem może być wykorzystany w tym samym celu, co stalowe mydło.
Z braku przekonujących wyjaśnień procesu z chemicznego punktu widzenia i braku przeprowadzonych badań kontrolnych, nie można stwierdzić, czy stalowe mydło działa.